# 革命行动党
革命行动党（西班牙語：Partido Acción Revolucionaria，缩写为PAR）是危地马拉在危地马拉革命期间的一个左翼政党，成立于1945年。革命行动党历经多次合并与分裂，分裂出的组织包括危地马拉共产党（后易名危地马拉劳动党）、社会党等。1954年美国支持的政变发生后，革命行动党解散。

## 成立与分裂
1945年11月，民族复兴党和支持时任总统胡安·何塞·阿雷瓦洛的人民解放阵线合并，成立革命行动党。合并前，两党共同在议会中占据多数席位。18个月后，两党再次分裂，但革命行动党组织仍然存在，且仍然参政。党的领导人与当时危地马拉其他主要政党类似，由城市中产阶级青年组成，尤其是那些在危地马拉革命期间参与过大学起义的青年。党的分裂被认为是阿雷瓦洛总统为避免面对一个单独的议会多数党而操纵的事件。
1945年，何塞·曼努埃尔·福尔图尼任党的总书记；1946年党内激进派在其推动下掌控党的领导权。1947年，福尔图尼和其他年轻的激进分子在党内成立主张马克思主义的秘密组织“民主先锋队”此后，“民主先锋队”的成员格拉·博尔赫斯、席尔瓦·乔纳马和阿尔瓦拉多·蒙松与以夏诺·麦克唐纳和温贝托·冈萨雷斯·华雷斯为领导的党内保守派产生冲突。1949年，“民主先锋队”派系在党代会上被保守派打败，该派系成员除担任一些象征性的职务以维持党的团结外，不能参与党的决策；福尔图尼的总书记职务被罢免。
大约在同一时间，弗朗西斯科·哈维尔·阿拉纳两次联系福尔图尼，寻求革命行动党提名他作为总统选举的候选人。因其对工人运动持负面态度，福尔图尼拒绝了这一请求。相反，革命行动党愿意支持倾向于渐进改良的哈科沃·阿本斯。1950年2月5日，国家廉政党宣布阿本斯参选1950年总统选举，不久便得到革命行动党的支持。
1947年到1949年，革命行动党的政治立场是危地马拉三大政党中最左的。虽然其规模仍然不及人民解放阵线大，但有组织的劳工最支持该党，革命行动党也一步步与阿雷瓦洛走远。1949年9月28日，危地马拉共产党召开第一次代表大会，选举仍具革命行动党籍的福尔图尼为总书记。1950年5月20日，福尔图尼和其他九人退出革命行动党，正式声明“要沿着马列主义的国际共产主义路线前进”，共产党的党报《十月》也在该年7月首次发行。

## 阿本斯总统任内
1951年7月，一些革命行动党员退党并另组社会党，该党被观察家认为没有特定意识形态。1952年6月，为支持阿本斯总统的土地改革运动，革命行动党与人民解放阵线、民族复兴党、国家廉政党和社会党合并为危地马拉革命党；六周后危地马拉革命党分裂。
革命行动党得到了当时危地马拉最大工会全国农民总联盟的支持。全国农民总联盟由革命行动党员成立于1950年，对阿本斯总统的土地改革持强烈支持态度。全国农民总联盟名义上独立于任何一个政党，其支持参加1944年革命的所有政党，但因反共立场反对福尔图尼组建的危地马拉共产党。全国农民总联盟曾支持社会党，但在阿本斯任命革命行动党员负责土改后再度支持革命行动党。

## 党内斗争与解散
危地马拉革命党解散后，革命行动党的内斗加剧。1953年10月，总书记弗朗西斯科·费尔南德斯·丰塞亚在议会醉醺醺地发言，表态支持危地马拉劳动党（原危地马拉共产党，1952年改名），并称革命行动党只是“过渡政党”。革命行动党随即产生了新的领导层，并将丰塞亚开除出党。丰塞亚带领一群支持者冲进党的总部，试图从新的领导层手中“拯救”该党。此后数月，党内新旧领导层两派为争夺领导权不断笼络忠于各派的干部，直到1954年政变后革命行动党解散。

## 选举情况

### 总统
| 选举 | 參選人        | 得票    | %      | 结果 |
| ---- | ------------- | ------- | ------ | ---- |
| 1950 | 哈科沃·阿本斯 | 266,778 | 65.44% | 当选 |

### 议会
| 选举 | 席位    | 排名   | +/–  |
| ---- | ------- | ------ | ---- |
| 1947 | 29 / 34 | 第一名 |      |
| 1948 | 14 / 34 | 第一名 | ▼ 15 |
| 1950 | 15 / 58 | 第一名 | ▲ 1  |
| 1953 | 22 / 58 | 第一名 | ▲ 7  |